# نيغوتينو
نيغوتينو (بالمقدونية: Неготино) مدينة في مقدونيا الشمالية. يبلغ عدد سكان بلدية نيغوتينو حوالي 18,200 نسمة بحسب تعداد 2021.